# Roudoudou et Riquiqui

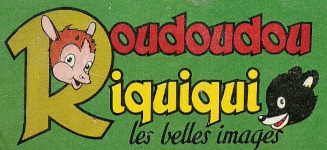

Roudoudou et Riquiqui sont deux personnages d'illustrés pour la jeunesse parus en France des années 1950 au début des années 1970. Bien que distincts, ces deux personnages étaient souvent associés dans les publications, et bénéficiaient d'un éditeur commun.

## Historique de la publication
Roudoudou le petit cabri a été créé par le dessinateur espagnol José Cabrero Arnal et Riquiqui le petit ourson par le dessinateur français René Moreu alors qu'ils travaillaient tous les deux pour les éditions Vaillant.
Roudoudou et Riquiqui ont paru sous la forme de mensuels illustrés pour la jeunesse entre 1950 et 1972, avec René Moreu pour rédacteur en chef à leur création. Roudoudou les belles images a commencé à paraître en 1950 et Riquiqui les belles images a suivi en 1951.
Fait notable, alors qu'elles font partie de la famille Vaillant, les publications Roudoudou et Riquiqui sont éditées par une structure spécifique Roudoudou-Riquiqui les belles images, sise 5 Boulevard Montmartre, Paris 2e, et non par les éditions Vaillant elles-mêmes.
Les histoires visent un public de jeunes enfants, environ 3 à 6 ans, pour compléter le magazine Vaillant visant les plus grands. Plus tard, en 1957, la création de Pipolin visera le public intermédiaire (environ 6 à 9 ans) .

## Personnages

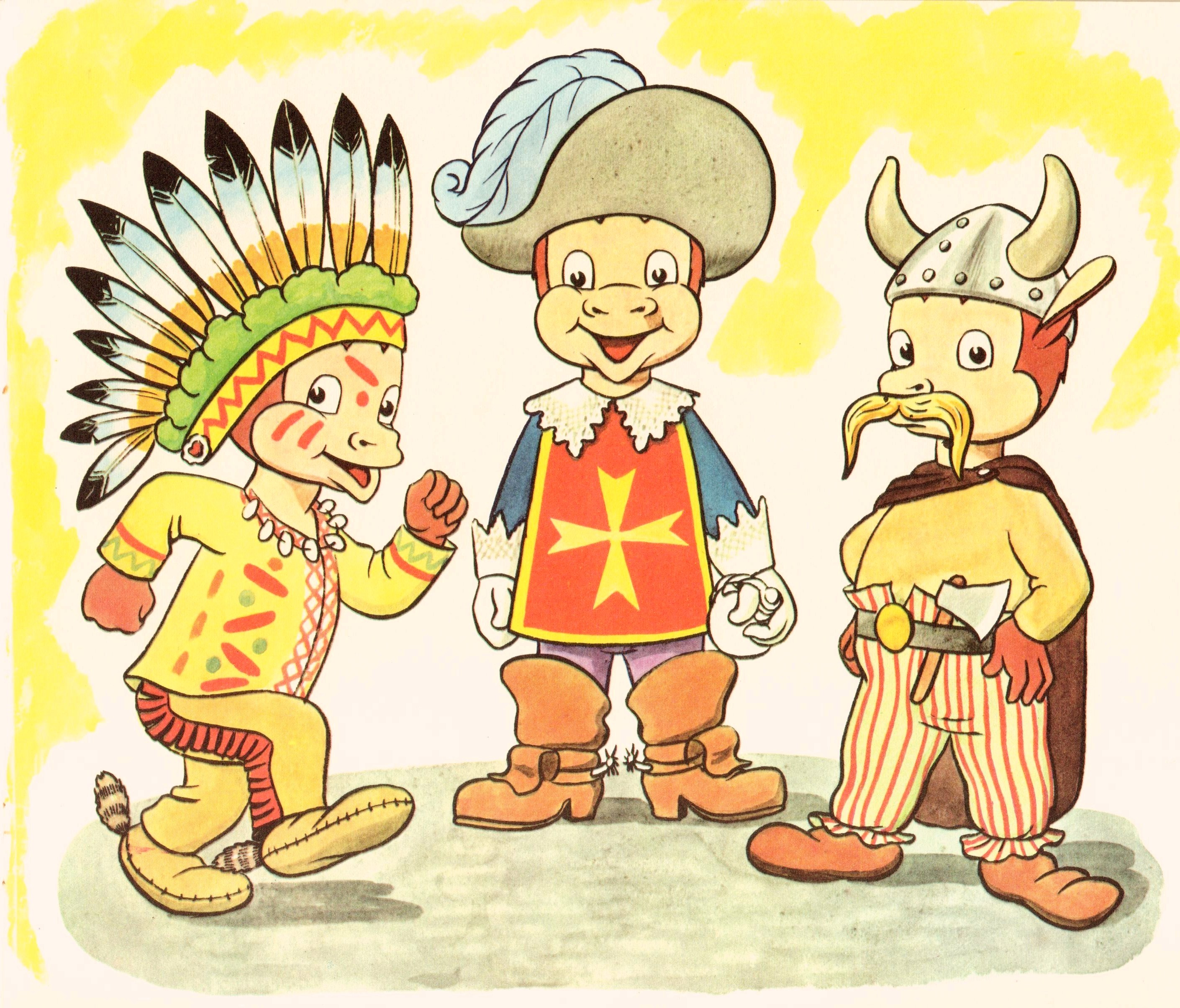
Roudoudou figurine papier à habiller

Comme Pif, autre personnage d'Arnal bien plus connu, Roudoudou, Riquiqui et leurs amis, sont des animaux anthropomorphes :
- Roudoudou, un chevreau,
- Riquiqui, un ourson,
- Nounourse,
- Grimbert, un renardeau,
- Lambert, un chiot qui n'est pas sans rappeler Pif le chien,
- Gris-Gris, un souriceau,
- Martin, un ânon,
- Gros-Garou, un petit loup, principal antagoniste récurrent de Roudoudou et ses amis.

## Périodiques
Les personnages ont paru dans plusieurs titres et sous plusieurs formes de compilation :
- Roudoudou les belles images, mensuel à partir de 1950
  - sous le même titre, des albums semestriels compilant les mensuels Roudoudou
- Riquiqui les belles images, mensuel à partir de 1951, paraissant de manière décalée (10 ou 15 jours) par rapport à Roudoudou
  - sous le même titre, des albums semestriels compilant les mensuels Riquiqui
- Roudoudou et Riquiqui les belles images, des albums semestriels compilant les parutions précédentes
- Les jeux de Roudoudou et Riquiqui, bimestriel
- Le Journal de Roudoudou le joyeux cabri (1968-1969)
- Le Journal de Riquiqui le petit ours (1968-1969)
- Riquiqui Roudoudou - le journal qui se déplie (1970-1972)
- Le Journal de Roudoudou (et son gadget éducatif), à partir de 1973, numérotation reprise à 1.

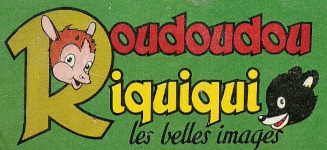
Roudoudou et Riquiqui
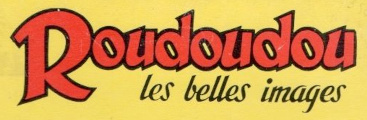
Roudoudou les belles images
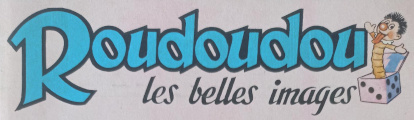
Roudoudou - avec diablotin
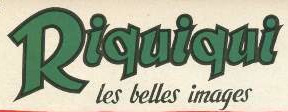
Riquiqui les belles images
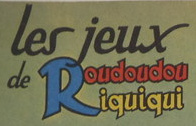
Les jeux de Roudoudou et Riquiqui

## Albums
Les éditions Fantaisium ont republié en 2014 en album d'anciennes aventures de Roudoudou.
- Roudoudou à la mer, Fantaisium, 28 p., 19 x 19 cm (ISBN 979-10-93614-00-7)
- L'ABC de Roudoudou, Fantaisium, 28 pages, 19 x 19 cm (ISBN 979-10-93614-00-7)